# Чемпіонат Європи з боксу 2024
XXXXV Чемпіонат Європи з боксу серед чоловіків та XIV серед жінок вперше одночасно відбулися 18 — 28 квітня 2024 року в Белграді в Сербії. Поєдинки пройшли в 25 вагових категоріях (13 чоловічих та 12 жіночих).
В чемпіонаті брали участь 337 боксерів з команд 34 країн. Організаторами турніру були Європейська Конфедерація любительського боксу (EUBC) та Сербська федерація боксу (СФБ). Через допуск до участі в чемпіонаті збірних Росії та Білорусі, проти спортсменів яких були запроваджені обмежувальні санкції з боку міжнародних спортивних організацій, від участі в чемпіонаті відмовилися боксери збірних Англії, Данії, Ісландії, Нідерландів, Німеччини, Норвегії, Уельсу, Фінляндії, Швеції, України.

## Медальний залік
| Медальний залік |             |        |        |        |       |
| Місце           | Держава     | Золото | Срібло | Бронза | Разом |
| 1               | Росія       | 11     | 8      | 1      | 20    |
| 2               | Сербія      | 4      | 3      | 13     | 20    |
| 3               | Туреччина   | 3      | 0      | 2      | 5     |
| 4               | Болгарія    | 2      | 3      | 6      | 11    |
| 5               | Ірландія    | 2      | 0      | 2      | 4     |
| 6               | Хорватія    | 1      | 1      | 1      | 3     |
| 6               | Молдова     | 1      | 1      | 1      | 3     |
| 8               | Іспанія     | 1      | 0      | 1      | 2     |
| 9               | Вірменія    | 0      | 2      | 5      | 7     |
| 10              | Угорщина    | 0      | 2      | 4      | 6     |
| 11              | Грузія      | 0      | 2      | 0      | 2     |
| 12              | Білорусь    | 0      | 1      | 2      | 3     |
| 12              | Франція     | 0      | 1      | 2      | 3     |
| 14              | Румунія     | 0      | 1      | 1      | 2     |
| 15              | Італія      | 0      | 0      | 3      | 3     |
| 16              | Азербайджан | 0      | 0      | 2      | 2     |
| 16              | Словаччина  | 0      | 0      | 2      | 2     |
| 18              | Шотландія   | 0      | 0      | 1      | 1     |
| 18              | Чорногорія  | 0      | 0      | 1      | 1     |
| Разом           | 19 держав   | 25     | 25     | 50     | 100   |

## Медалісти

### Чоловіки
| Категорія:                           | Золото:               | Срібло:             | Бронза:                              |
| Перша найлегша вага (до 48 кг)       | Едмонд Худоян         | Барегам Арутюнян    | Раде Йоксимович Ергюнал Себахтин     |
| Найлегша вага (до 51 кг)             | Самет Гумуш           | Аттіла Бернат       | Рафаель Лосано Серрано Омер Аметович |
| Легша вага (до 54 кг)                | Дмитро Двалі          | Білал Беннама       | Габор Вирбан Ясен Радев              |
| Напівлегка вага (до 57 кг)           | Едуард Саввін         | Хав'єр Ібаньєс Діас | Самуель Кістохуррі Артур Базеян      |
| Легка вага (до 60 кг)                | Всеволод Шумков       | Радослав Росенов    | Артур Саакян Томислав Джинович       |
| Перша напівсередня вага (до 63,5 кг) | Габіль Мамедов        | Александру Парасків | Малік Гасанов Річард Ковач           |
| Напівсередня вага (до 67 кг)         | Тархан Ідігов         | Лаша Гурулі         | Арарат Арутюнян Вахід Аббасов        |
| Перша середня вага (до 71 кг)        | Йован Ніколич         | Ескерхан Мадієв     | Василь Чеботар Тугрулхан Ердемір     |
| Середня вага (до 75 кг)              | Рамі Мофід Ківан      | Джамбулат Біжамов   | Ремо Сальваті Альмир Мемич           |
| Напівважка вага (до 80 кг)           | Габріель Веочич       | Растко Шимич        | Йожерлін Сезар Савелій Садома        |
| Перша важка вага (до 86 кг)          | Шарабутдін Атаєв      | Олексій Алфьоров    | Велько Ражнатович Вінченцо Ліцці     |
| Важка вага (до 92 кг)                | Муслім Гаджімагомедов | Нарек Манасян       | Садам Магомедов Лорен Альфонсо       |
| Надважка вага (понад 92 кг)          | Аюб Гадфа             | Душан Велетич       | Йордан Ернандес Лука Пратлячич       |

### Жінки
| Категорія:                         | Золото:           | Срібло:             | Бронза:                             |
| Мінімальна вага (до 48 кг)         | Юлія Чумгалакова  | Кристіна Надь Варга | Севда Асенова Джованна Маркезе      |
| Перша найлегша вага (до 50 кг)     | Шеннон Свіні      | Златислава Чуканова | Ануш Григорян Ніна Радованович      |
| Найлегша вага (до 52 кг)           | Бусеназ Чакироглу | Анастасія Кооль     | Драгана Йованович Валента Поптолева |
| Легша вага (до 54 кг)              | Сара Чиркович     | Лекремьоара Періжоц | Ганна Лакотар Нім Фей               |
| Напівлегка вага (до 57 кг)         | Світлана Станева  | Дар'я Абрамова      | Клаудія Нечита Андела Бранкович     |
| Легка вага (до 60 кг)              | Наталя Шадрина    | Нуне Асатрян        | Келлі Гаррінгтон Ана Старовойтова   |
| Перша напівсередня вага (до 63 кг) | Кристіна Калухова | Олена Бабічева      | Тамара Кубалова Аслахан Мехмедова   |
| Напівсередня вага (до 66 кг)       | Бусеназ Сюрменелі | Альбіна Молдажанова | Мілена Матович Джессіка Трибельова  |
| Перша середня вага (до 70 кг)      | Даріма Сандакова  | Регіна Лакош        | Ані Овсепян Аріна Данильчик         |
| Середня вага (до 75 кг)            | Аойф О'Рурк       | Анастасія Шамонова  | Бусра Ісильдар Ніколіна Гаїч        |
| Напівважка вага (до 81 кг)         | Олена Гапешина    | Люція Білобрк       | Елма Хайрович Вікторія Кебікова     |
| Важка вага (понад 81 кг)           | Дар'я Козорєз     | Кристіна Ткачова    | Река Гоффманн Сара Милькович        |